# Last Flight
Albums de Taï Phong
Windows
(1976) Sun
(2000)
Last Flight est le troisième album du groupe Taï Phong sorti en 1979. Il s'agit du dernier pour lequel participe Jean-Jacques Goldman, qui faisait partie du groupe depuis 1975 et qui voulait faire des chansons en français et le dernier album du groupe avant la dislocation du groupe en 1980 et la reformation du groupe qui se reformera avec Khanh Maï et Stéphan Caussarieu en 2000.
Malgré quelques bonnes critiques, Last Flight ne rencontre guère de succès commercial dès sa sortie.
End of an end apparaîtra sur le best of Les années Warner.

## Titres
| No | Titre                                           | Auteur,compositeur              | Durée |
| -- | ----------------------------------------------- | ------------------------------- | ----- |
| 1. | End Of an End                                   | Jean-Jacques Goldman            | 6:37  |
| 2. | Farewell Gig in Amsterdam                       | Stéphan Caussarieu              | 8:40  |
| 3. | Sad Passion                                     | Jean-Jacques Goldman            | 3:40  |
| 4. | Thirteenth Space                                | Pascal Wuthrich / Michael Jones | 4:56  |
| 5. | Last Flight                                     | Khanh Maï                       | 9:59  |
| 6. | How Do You Do                                   | Michael Jones                   | 3:31  |
| 7. | Follow Me (Titre bonus édition japonaise)       | Jean-Jacques Goldman            | 4:02  |
| 8. | Fed Up (Titre bonus édition japonaise)          | Jean-Jacques Goldman            | 3:57  |
| 9. | Shanghai Casino (Titre bonus édition japonaise) | Khanh Maï                       | 3:59  |

## Personnel
- Taï Sinh : Claviers, guitare acoustique, basse
- Khanh Maï : Guitares, slide, chant
- Jean-Jacques Goldman : Guitares, chant
- Stephan Caussarieu : Batterie, percussions

## Personnel additionnel
- Pascal Wuthrich : Piano acoustique et électrique, orgue Hammond, célesta, synthétiseur Minimoog, synthé Oberheim
- Johnny Sehlhoff : Guitares
- Michel Gaucher : Saxophone ténor
- Michaël Jones : Guitares, basse, voix